# 陸奥守吉行 (坂本龍馬佩刀)
陸奥守吉行（むつのかみよしゆき）は、江戸時代に作られたとされる日本刀（打刀）である。近江屋事件遭難時の坂本龍馬の佩刀として知られている。京都市東山区にある京都国立博物館が所蔵する。

## 概要

### 坂本龍馬の佩刀となるまで
江戸時代の刀工・陸奥守吉行により作られた刀である。吉行は元禄年間に土佐藩へ招聘され鍛冶奉行を務めた刀工だが、本作がどのような経緯で坂本家へ伝えられたかは不明。
龍馬は1866年（慶応2年）年12月の兄・権平宛ての手紙にて「武士が国難に臨む時には、必ず先祖伝来の宝刀などを分け与えるものだ」とした上で、「坂本家の家宝の品を分け与えください」と所望した。その坂本家の家宝こそが先祖伝来の本作だったようであり、権平は薩摩藩の西郷隆盛が土佐を訪れた際に、龍馬に渡してもらうよう本作を託した。龍馬がいつどこで西郷から受け取ったかは定かでないが、高知県立坂本龍馬記念館学芸員の三浦夏樹によれば、龍馬が主に活躍していた長崎で受け取ったものと推測されている。
なお、司馬遼太郎の『竜馬がゆく』や小山ゆうの『お〜い!竜馬』では、脱藩しようとする動きを察した権平により刀を取り上げられた龍馬に対して、次姉であるお栄（もしくは三姉・乙女）が家宝である本作を差し出したという記述があるが、歴史学者の本郷和人によれば、お栄は嫁ぎ先である柴田家にて龍馬脱藩の16年前には亡くなっており、実際に脱藩時に乙女が手渡した刀も実際には肥前忠広作の刀であるとされている。

### 近江屋事件まで
龍馬は本作が贈られたことがよほど嬉しかったらしく、1867年（慶応3年）年6月に京都から送った権平宛ての手紙には、「専門家に見せると粟田口忠綱くらいの名刀と鑑定されました」「常に腰に差しています」「兄にもらった刀だと自慢しています」と権平に感謝の気持ちを述べている。龍馬は相当な刀好きであり、本作のほか相州国秀の刀など多くの刀を所持していたが、龍馬が暗殺された近江屋事件の時に佩いていた刀は本作であった。凶漢に襲われた龍馬は相手に刀を振るわず鞘を抜いて相手に応戦を試みるも暗殺された。その後、本作は龍馬の甥にあたる小野淳輔（のちに坂本家家督を継ぎ坂本直と改名）の許へ渡り、坂本家が北海道へ移住した際にも本作が伝わっていた。
1931年（昭和6年）に土佐藩郷士坂本家7代当主である坂本弥太郎によって恩賜京都博物館（現・京都国立博物館）に寄贈される。しかし、茎（なかご、柄に収まる手に持つ部分）に「吉行」と切られているが幕末時の刀と違って反りがなく、刃文が直刃風であるなど陸奥守吉行の作風と異なることから、本当に龍馬の佩刀であるかは懐疑的であるとされていた。

### 新たな資料の発見
しかし、2015年（平成27年）に高知県立坂本龍馬記念館から龍馬佩刀を寄贈した経緯を記した書類が発見される。この書類によれば、1913年（大正2年）に北海道釧路市で発生した「釧路の大火」にて弥太郎宅が罹災した際に刀は変形し、後に研ぎ直されていたことが記されていた。また、本作の根本にある赤焦げた跡は罹災したことでできたものであり、暗殺時に龍馬が敵刃を受け止めたとされる鞘も焼失したとされている。
また、2015年（平成27年）秋ごろより、所蔵元である京都国立博物館のある学芸員が「刀身の下にうっすらと別の刃文が見える」と指摘したため、文化財用のスキャナーで確認したところ吉行の作風である拳型丁字の刃文の跡が見つかる。上記資料及び科学調査を踏まえて、同館学芸部上席研究員（2016年時点）である宮川禎一によって、所蔵する本作が近江屋事件で龍馬が携えていた陸奥守吉行であり、火災で変形して研ぎ直されたものだと断定された。
2021年（令和3年）7月には、焼刃となった本作が研ぎ直される直前に取られたとされる押型が、北海道室蘭市にある日本製鋼所室蘭製作所内の「瑞泉鍛刀所」資料館で見つかった。「瑞泉鍛刀所」は大正時代から日本製鋼所内で活動している日本刀工房であり、工房で刀を鍛えた際には押型をとって記録していた。その記録集の一冊に本作を含む龍馬の遺品とみられる4本の刀の押型が残されていたという。収録された資料には「大正十三年九月二十七日 札幌刀剣会 山口喜一先生宅に於いて」や、「焼身」といった文字が記載されていることから、火災の11年後となる1924年（大正13年）に、山口喜一（北海タイムス編集長などを務めたジャーナリスト）宅で研ぎに出される前に写し取ったものと考えられ、研ぎ直される前の刀の状態が分かる唯一の資料とされている。また、龍馬の研究をしている専門家は、当時坂本家当主であった弥太郎が、何らかの理由で瑞泉鍛刀所の初代当主である堀井俊秀と出会い、押型が取られることになったのではないかと考えている。

## 作風

### 刀身
刃長（はちょう、切先と棟区の直線距離）は71.1センチメートル、反り（切先・棟区を結ぶ直線から棟に下ろした垂線の最長のもの）は0.15センチメートル、元幅（もとはば、刃から棟まで直線の長さ）3.10センチメートル。前述の火災により、刀身の反りがのびてしまい、焼なましによって当初の拳型丁字の刃文が焼失した。のちに研磨にかけられて直調で太めの刃取りがなされたが、これにより鎬（しのぎ、刃と棟の間にある刃の厚みが一番大きい稜線）にあった暗殺された際の切込傷が消えてしまった。横手下から物打ちにかけて映（うつり、地鉄の中にある白い影のようなもの）になかに黒い影が浮き上がっている。この肩の張った大ぶりのこぶのような影が、吉行の得意とした拳型丁字であり、焼失した当初の刃文の名残である。目釘穴は一つ。

### 外装
白鞘に「坂本龍馬佩刀　大正二年十二月二十六日釧路市大火ノ際羅災ス」と墨で記載が見られる。